# Colerne Airfield

i7
i11
i13
Das Colerne Airfield (ICAO-Code: EGUO) ist ein Militärflugplatz der britischen Armee bei Colerne im südenglischen Wiltshire, gelegen zwischen Chippenham und Bath. Der Stützpunkt war früher eine Basis der Royal Air Force (RAF).
Die Armee hat hier keine Luftfahrzeuge stationiert, das Gelände beherbergt unter anderem eine Bodenstation für die Skynet-5-Satelliten und ein Regiment des Royal Corps of Signals. Die fliegerische Nutzung erfolgt heute insbesondere durch die 3. Air Experience Flight und die Bristol University Air Squadron, beides Einheiten zur Nachwuchsschulung der RAF, letztere ist im weitesten Sinne einer deutschen Akaflieg vergleichbar. Sie fliegen die Grob G 115.
Im September 2016 gab das britische Verteidigungsministerium bekannt, den Standort aufzugeben. Später soll hier Wohnraum entstehen.

## Geschichte

### RAF Colerne
Die frühere Royal Air Force Station, kurz RAF Colerne, wurde zwischen Herbst 1940 und 1976 fliegerisch durch die RAF genutzt.
Ab Oktober 1940 während Luftschlacht um England, der Stützpunkt befand sich zu diesem Zeitpunkt noch im Bau, diente RAF Colerne, zunächst als Satellitenstation von RAF Middle Wallop als Basis von Abfangjägern zum Schutz des nahen Bristol. Eine Vielzahl von Jagdstaffeln „rotierte“ in Folge bis Juni 1941 durch Colerne. Ab diesem Zeitpunkt wurden die Staffeln für längere Zeiträume in Colerne stationiert. Hierzu gehörte Anfang 1945 für eineinhalb Monate auch die 616. Squadron, die erste britische Düsenjäger-Staffel, die die Meteor einsetzte.
Nach dem Krieg kam Colerne 1946 für sechs Jahre zum Maintenance Command und beherbergte bis Februar 1962 Wartungseinheiten. Im Jahr 1952 wurde die Station jedoch wieder dem Fighter Command unterstellt und wurde parallel für fünf Jahre Heimat der 238. Operational Conversion Unit, einer Umschuleinheit für Nachtjäger-Besatzungen.

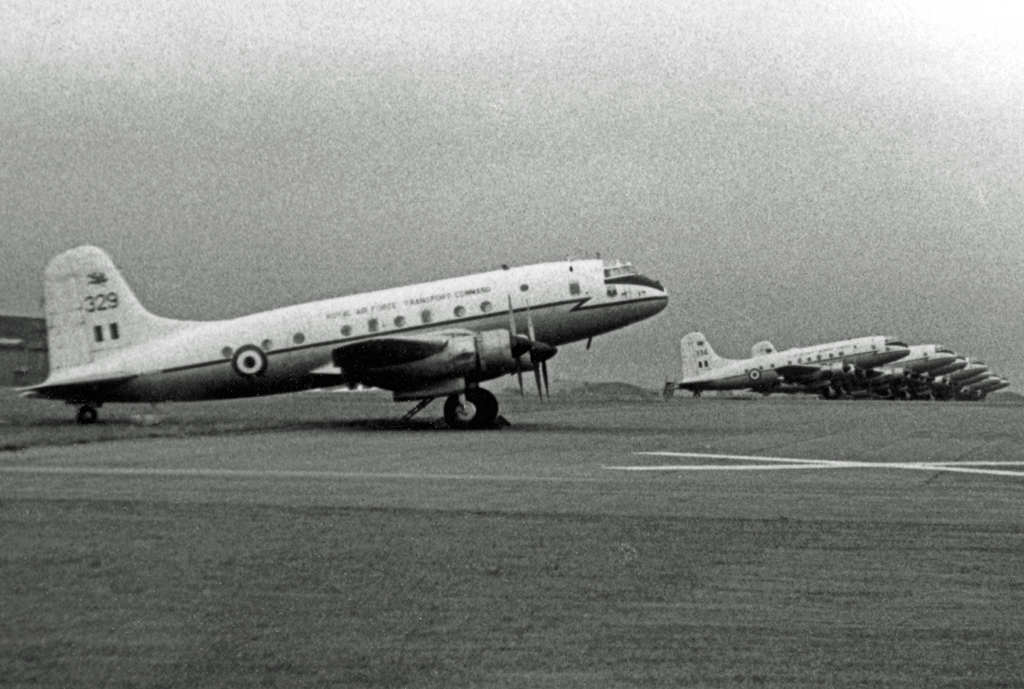
Hastings C.2, 24. Squadron, Colerne, 1967

RAF Colerne unterstand noch bis 1957 dem RAF Fighter Command und wurde 1957 neben RAF Lyneham zweite Transportfliegerbasis des RAF Air Support Command in Wiltshire. Sie wurde zunächst Heimat zweier Staffeln Hastings.
Nach Außerdienststellung der Hastings und dem Zulauf der C-130K Hercules C.1 beherbergte Colerne zwischen 1967 und 1976 das Wartungszentrum der C-130-Flotte, von der ein Exemplar im September 1973 in Colerne abstürzte.
Daneben befand sich in RAF Colerne bis zu seiner Schließung eine der RAF-Sammlungen historischer Flugzeuge. Hierzu gehörte die heute in Gatow ausgestellte Me-163.

### Colerne Airfield
Nach Abzug der RAF übernahm die britische Armee den Flugplatz und bezeichnet ihn seither als Colerne Airfield und den Kasernenbereich als Azimghur Barracks.